# Pólko (gmina Michałowo)
Pólko (białorus. Полька ) – kolonia w Polsce położona w województwie podlaskim, w powiecie białostockim, w gminie Michałowo.

## Historia
Według Powszechnego Spisu Ludności przeprowadzonego w 1921 roku Pólko było osadą liczącą 5 domów i zamieszkaną przez 41 osób (22 kobiety i 19 mężczyzn), wszyscy mieszkańcy miejscowości zadeklarowali wówczas białoruską przynależność narodową oraz wyznanie prawosławne. W okresie dwudziestolecia międzywojennego osada znajdowała się w powiecie wołkowyskim w gminie Tarnopol. 
13 marca 1943 wieś została spacyfikowana przez Niemców w odwecie za kontakty z partyzantami radzieckimi – rozstrzelano wówczas 11 mężczyzn, kobiety zdolne do pracy wysłano na roboty do III Rzeszy, zaś zabudowania zniszczono. W latach 1975–1998 miejscowość administracyjnie należała do województwa białostockiego.

## Inne
W strukturze Kościoła prawosławnego miejscowość podlega parafii pw. św. Jana Chrzciciela w Nowej Woli.